# خوان گراسیا
خوان گراسیا (انگلیسی: Juan Gracia; ۱۸ آوریل ۱۹۰۱ – ۱۳ اکتبر ۱۹۸۱) چوگان‌باز اهل مکزیک بود.